# Francesc Miñana i Armadàs
Francesc Miñana i Armadàs   (Barcelona, 26 de març de 1929 - Barcelona, 3 d'agost de 2024) fou un directiu de serveis socials català.
Es va dedicar a l'ensenyament d'infants i joves invidents o amb greus deficiències visuals, i va ser director del Centre de Recursos Educatius Joan Amades. Des del 1990 també va ser president de la fundació Orfeó Gracienc. El 1998 va rebre la Creu de Sant Jordi i ra impulsat la Fundació Francesc Miñana Armadàs per a la integració de les persones invidents i per a proposar l'eliminació de les barreres arquitectòniques per a les persones amb discapacitat. El 2012 va rebre la Medalla d'Honor de Barcelona. Va publicar els llibres autobiogràfics Els altres i jo (1995), amb pròleg de Francesc Candel, i La petita història d'una gran lluita (2004). L'any 2015 publicà el llibre Documento Marisa Cabañeros com un homenatge a la seva esposa, tot explicant la història de les entitats dedicades als cecs de Catalunya des del segle xix, amb les seves impressions de tota la feina feta.